# Панонија (византијска провинција)
Панонија је била провинција унутар Византијског царства која је постојала у 6. веку у данашњем Срему, у Србији. Главни град је био Сирмијум, односно данашња Сремска Митровица.

## Историја
Ово подручје је у античка времена припадало римској провинцији Панонији. У 5. веку, ову територију освајају Хуни, а затим Источни Готи и Гепиди. После уништења гепидске државе од стране Авара, у другој половини 6. века, византијска војска заузима Сирмијум и Срем, чиме се ово подручје после 125. година поново нашло у саставу Источне римске државе. Тада је формирана и византијска провинција Панонија, која је, за разлику од античке Паноније, обухватала само централне и источне делове Срема.
Наступио је период исцрпљујућег рата између Византије и Авара (од 567. до 573. године), после чега је склопљено примирје. У обновљеним борбама, Авари су коначно, 582. године, заузели цео Срем, укључујући и Сирмијум, после чега ово подручје долази под управу Авара, Франака, Словена и Бугара, да би се у састав Византије вратило тек у 11. веку, када ће на овом простору бити формирана нова провинција под називом Сирмијум.